# Eris floridana
Eris floridana är en spindelart som först beskrevs av Banks 1904.  Eris floridana ingår i släktet Eris och familjen hoppspindlar. Inga underarter finns listade i Catalogue of Life.